# セントラル総合研究所
株式会社セントラル総合研究所（セントラルそうごうけんきゅうじょ、英: Central Research Institute Inc.）は東京都文京区に本社を置く、経営・不動産コンサルティング、財務精査、投資及び投資顧問会社。

## 業務内容
- 中小企業などの財務状況を様々な角度から分析し、会社分割や事業譲渡などの手法でトータルに企業の事業再生を支援している。
- 事業再生において発生する企業や個人の不動産の任意売却や投資先の支援によるリースバックを行っている。

## 沿革
- 1996年12月 - 株式会社セントラル総合研究所　東京都北区赤羽にて設立
- 2000年10月 - 宅地建物取引業　東京都知事　第79051号
- 2004年11月 - 東京都千代田区鍛冶町に本社移転
- 2005年11月 - 信託受益権販売業　関東財務局長（売信）第282号
- 2005年11月 - 投資顧問業　関東財務局長　第1461号
- 2006年4月 - 大阪事業部開設
- 2007年12月 - 第二種金融商品取引業　関東財務局長（金商）第836号
- 2009年4月 - 代表・八木宏之が「日本経営管理協会・事業再生スペシャリスト資格審査委員」に認定
- 2010年3月 - 東京都千代田区鍛冶町1丁目に移転
- 2011年8月 - 東京都文京区本郷2丁目現住所に移転

## メディア掲載記事

### テレビ
- 2006年6月13日 - テレビ東京「ガイアの夜明け〜どん底から這い上がれ、中小企業再生物語」に、セントラル総合研究所のコンサルタントが東北の老舗ホテルを支援する姿が放映された[1]。

### 雑誌
- 2009年5月 - エルネオス出版社 「エルネオス3月1日号」に藤江俊彦のソーシャル経営実践講座（第19講）実践者「セントラル総合研究所・八木社長に聞く」が掲載。
- 2009年4月 - 全国商工会連合会「月刊商工会4月1日」に不死鳥のごとく「敗者復活の実現に向けて」が掲載。
- 2009年5月 - データエージェント「近代中小企業5月1日号」に「銀行に頼らない経営」「資金調達に成功する経営者と財務諸表」が掲載。
- 2009年6月 - 東洋経済新報社「週刊東洋経済6月13日号」に債務超過でも可能なM&A「異なる分野の専門家が業務提携」が掲載。
- 2009年11月 - 日本政策金融公庫「調査月報」に中小企業における事業再生のポイント「中小企業の活力を取り戻すために」が掲載。
- 2011年10月 - 金曜日「週刊金曜日」に国策捜査「検察と比肩するタブーと化した国税の”狙い撃ち”捜査」に代表・八木宏之が掲載。

### 新聞
- 2004年9月 - 日本経済新聞社「日本経済新聞9月13日号」に「中小再建へ新ファンド」が掲載。
- 2005年1月 - 日本経済新聞社「日本経済新聞1月18日号」に「中小再生コンサル一役」が掲載。
- 2008年10月 - 朝日新聞社「朝日新聞10月11日号」に「【株暴落】あえぐ中小　消費に影　旅行や燃料　円高恩恵も」が掲載。
- 2008年10月 - 新文化通信社「新文化10月16日号」に「書店再生は集中と選択がキーワード」が掲載。
- 2008年10月 - 産経新聞社「夕刊フジ10月23日号」に「メガバンク【非情】貸しはがし、中小「このままでは年越せぬ」」が掲載。
- 2008年12月 - 産経新聞社「夕刊フジ12月9日号」に「見かけ倒し麻生対策で中小企業倒産、年末に激増」が掲載。
- 2010年1月 - 日本経済新聞社「日本経済新聞1月4日号」に「中小支援テコ入れ首相直属の会議新設へ"返済猶予の拡大検討"」に代表・八木宏之がメンバー候補として掲載。